# Gerbillus
A Gerbillus az emlősök (Mammalia) osztályának a rágcsálók (Rodentia) rendjébe, ezen belül az egérfélék (Muridae) családjába tartozó nem.

## Rendszerezés
A nembe az alábbi 2 alnem és 38 faj tartozik:
- Gerbillus Desmarest, 1804
  - Gerbillus acticola Thomas, 1918
  - Gerbillus agag Thomas, 1903 - szinonimák: Gerbillus cosensi, Gerbillus dalloni
  - Gerbillus andersoni de Winton, 1902 - szinonimák: Gerbillus allenbyi, Gerbillus bonhotei
  - Gerbillus aquilus Schlitter & Setzer, 1972
  - Gerbillus burtoni F. Cuvier, 1838
  - Gerbillus cheesmani Thomas, 1919
  - Gerbillus dongolanus Heuglin, 1877
  - Gerbillus dunni Thomas, 1904
  - Gerbillus floweri Thomas, 1919
  - homoki futóegér (Gerbillus gerbillus) Olivier, 1801 - típusfaj
  - Gerbillus gleadowi Murray, 1886
  - Gerbillus hesperinus Cabrera, 1936
  - Gerbillus hoogstraali Lay, 1975
  - Gerbillus latastei Thomas & Trouessart, 1903
  - Gerbillus nancillus Thomas & Hinton, 1923
  - Gerbillus nigeriae Thomas & Hinton, 1920
  - Gerbillus occiduus Lay, 1975
  - fakó futóegér (Gerbillus perpallidus) Setzer, 1958
  - Gerbillus pulvinatus Rhoads, 1896 - szinonimája: Gerbillus bilensis
  - Gerbillus pyramidum Geoffroy, 1803
  - Gerbillus rosalinda St. Leger, 1929
  - Gerbillus tarabuli Thomas, 1902 - szinonimája: Gerbillus riggenbachi
- Hendecapleura Lataste, 1894
  - Gerbillus amoenus de Winton, 1902
  - Gerbillus brockmani Thomas, 1910
  - Gerbillus famulus Yerbury & Thomas, 1895
  - Gerbillus garamantis Lataste, 1881
  - Gerbillus grobbeni Klaptocz, 1909
  - törpe futóegér (Gerbillus henleyi) de Winton, 1903
  - Gerbillus mesopotamiae Harrison, 1956
  - Gerbillus mauritaniae Heim de Balsac, 1943 - egyes biológus a Monodia nevű nembe helyezné át
  - Gerbillus muriculus Thomas & Hinton, 1923
  - Gerbillus nanus Blanford, 1875
  - Gerbillus poecilops Yerbury & Thomas, 1895
  - Gerbillus principulus Thomas & Hinton, 1923
  - Gerbillus pusillus Peters, 1878 - szinonimák: Gerbillus diminutus, Gerbillus percivali, Gerbillus ruberrimus
  - Gerbillus syrticus Misonne, 1974
  - Gerbillus vivax Thomas, 1902
  - Gerbillus watersi de Winton, 1901 - szinonimája: Gerbillus juliani